# Powiat Iyo
Powiat Iyo (jap. 伊予郡 Iyo-gun) – powiat w Japonii, w prefekturze Ehime. W 2021 roku liczył 50 110 mieszkańców.

## Miejscowości
- Masaki
- Tobe

## Historia[2]

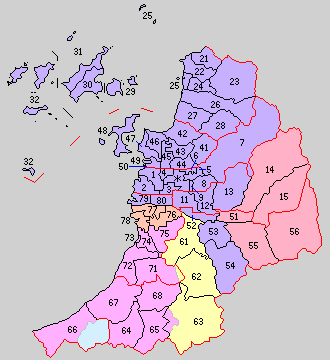
Powiat Iyo (61–68, 71–80; 1897 r.)

- Powiat został założony 16 grudnia 1878 roku. Wraz z utworzeniem nowego systemu administracyjnego 15 grudnia 1889 roku powiat Iyo został podzielony na 1 miejscowość oraz 9 wiosek[3].
- 1 kwietnia 1897 – powiat Iyo powiększył się część powiatu Shimoukena (wioski Haramachi, Tobe, Hirota, Nakayama, Izubuchi, Shimonada, Kaminada i Saredani). (1 miejscowość, 15 wiosek)
- 1 stycznia 1907 – wioska Nakayama powiększyła się o teren wioski Izubuchi. (1 miejscowość, 14 wiosek)
- 1 października 1908 – część wioski Shimonada została włączona w teren wioski Mitsuho (z powiatu Kita).
- 3 września 1921 – wioska Kaminada zdobyła status miejscowości. (2 miejscowości, 13 wiosek)
- 31 października 1922 – wioska Masaki zdobyła status miejscowości. (3 miejscowości, 12 wiosek)
- 1 kwietnia 1925: (4 miejscowości, 11 wiosek)
  - wioska Nakayama zdobyła status miejscowości.
  - część wioski Kaminada została włączona w teren wioski Minamiyamasaki.
- 10 listopada 1928 – wioska Tobe zdobyła status miejscowości. (5 miejscowości, 10 wiosek)
- 15 marca 1929 – część wioski Hirota została włączona w teren miejscowości Nakayama.
- 1 stycznia 1940 – miejscowość Gunchū powiększyła się o teren wioski Gunchū. (5 miejscowości, 9 wiosek)
- 1 stycznia 1955 – w wyniku połączenia miejscowości Gunchū oraz wiosek Minamiyamasaki, Kitayamasaki i Minamiiyo owstało miasto Iyo. (4 miejscowości, 6 wiosek)
- 1 lutego 1955 – miejscowość Nakayama powiększyła się o teren wioski Saredani. (4 miejscowości, 5 wiosek)
- 31 marca 1955: (4 miejscowości, 1 wioska)
  - miejscowość Tobe powiększyła się o teren wioski Haramachi.
  - miejscowość Masaki powiększyła się o teren Kitaiyo i Okada.
  - w wyniku połączenia miejscowości Kaminada i wioski Shimonada powstała miejscowość Futami.
- 1 listopada 1958: 
  - miejscowość Tobe powiększyła się o część miasta Iyo.
  - część miejscowości Nakayama została włączona w teren miasta Iyo.
- 1 stycznia 2005 – miejscowość Tobe powiększyła się o teren wioski Hirota. (4 miejscowości)
- 1 kwietnia 2005 – miejscowości Nakayama i Futami zostały włączone w teren miasta Iyo. (2 miejscowości)